# أنتون ستون كويسكي
أنتون ستون كويسكي (بالألمانية: Anton Stankowski) (و. 1906 – 1998 م) هو مصور، ومصمم جرافيك، ورسام ألماني، ولد في غلزنكيرشن، شارك في معرض دوكومنتا الثالث ‏، توفي في إسلينغن آم نيكار، عن عمر يناهز 92 عاماً.